# Camponotus fletcheri
Camponotus fletcheri é uma espécie de inseto do gênero Camponotus, pertencente à família Formicidae.